# Kyle Seager
Kyle Duerr Seager, född den 3 november 1987 i Charlotte i North Carolina, är en amerikansk före detta professionell basebollspelare som spelade elva säsonger i Major League Baseball (MLB) 2011–2021. Seager var tredjebasman.
Seager spelade under hela sin MLB-karriär för Seattle Mariners. Hans främsta meriter är att han togs ut till en all star-match och vann en Gold Glove Award, i båda fallen 2014, som var hans bästa säsong. Han spelade totalt 1 480 matcher i grundserien med ett slaggenomsnitt på 0,251, 242 homeruns och 807 RBI:s (inslagna poäng).
Seagers bror Corey har också haft en framgångsrik MLB-karriär.

## Karriär

### College
Seager studerade vid University of North Carolina at Chapel Hill och spelade för dess basebollag North Carolina Tar Heels. Han hade en fin säsong 2008 då han bland annat satte skolrekord med 30 doubles. Under somrarna 2007 och 2008 spelade han i Cape Cod Baseball League.

### Major League Baseball

#### Seattle Mariners
Seager draftades av Seattle Mariners 2009 som 82:a spelare totalt och redan samma år gjorde han proffsdebut i Mariners farmarklubbssystem. Han kallades upp till moderklubben för första gången den 6 juli 2011 och debuterade i MLB nästföljande dag. Den säsongen spelade han 53 matcher för Mariners med ett slaggenomsnitt på 0,258, tre homeruns och 13 RBI:s.

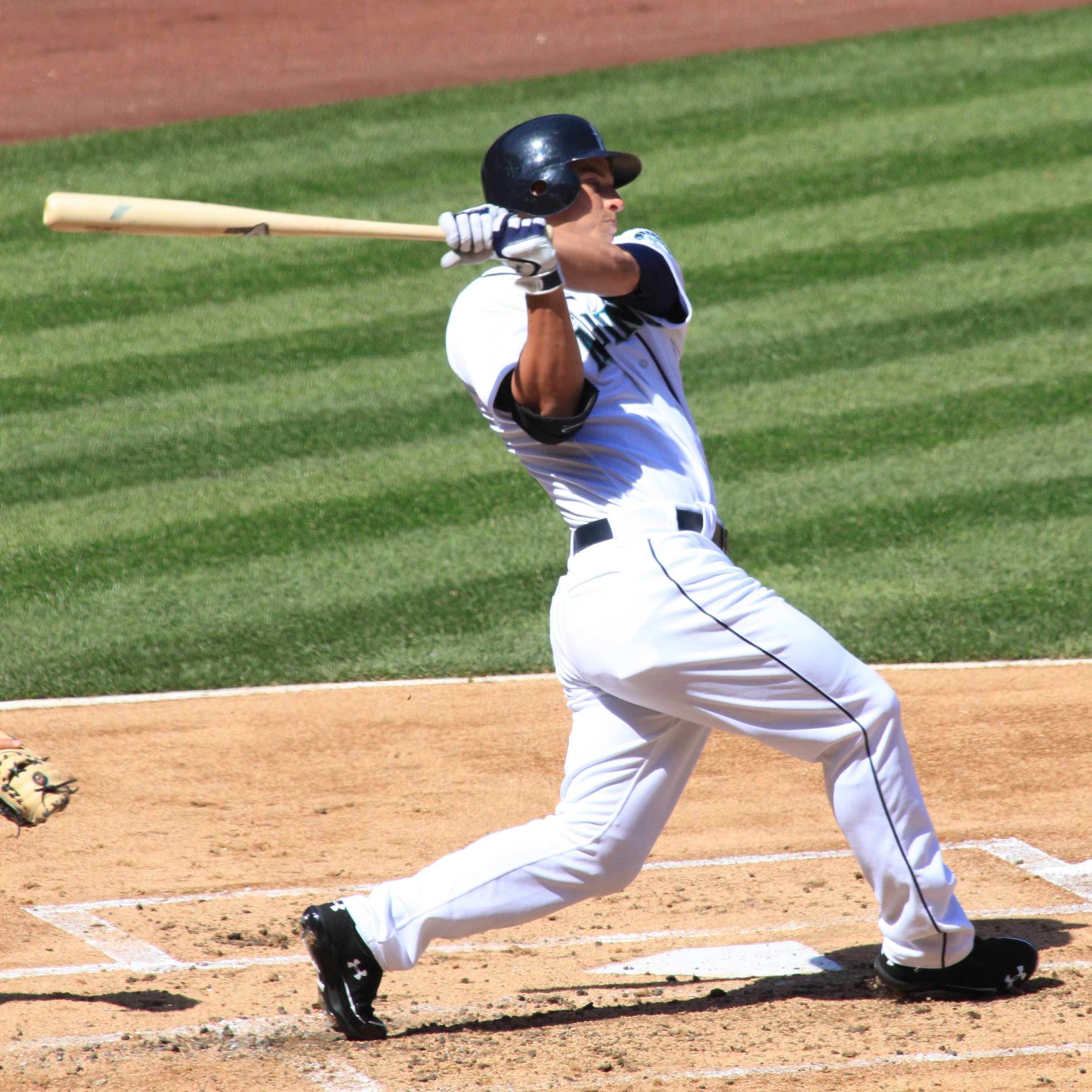
Seager i Seattle Mariners dräkt 2012.

2012 var Seagers första säsong som ordinarie i Mariners laguppställning och han deltog i 155 matcher med ett slaggenomsnitt på 0,259, 20 homeruns och 86 RBI:s. Den 5 juni 2013 blev han den första spelaren i MLB:s historia att i en förlängning slå en grand slam homerun som innebar att resultatet i matchen utjämnades till lika. Totalt under den säsongen hade han ett slaggenomsnitt på 0,260, 22 homeruns och 69 RBI:s på 160 matcher.
I slutet av april 2014 utsågs Seager till veckans spelare i American League, tillsammans med José Abreu, efter att ha producerat ett slaggenomsnitt på 0,409, fem homeruns och elva RBI:s under veckan. Han fick utmärkelsen igen två månader senare då han på en vecka hade ett slaggenomsnitt på 0,583, två homeruns och åtta RBI:s. Strax därefter togs han ut till sin första all star-match som ersättare för den skadade Edwin Encarnación. Seagers slaggenomsnitt 2014 var 0,268 och han hade 25 homeruns och 96 RBI:s. Alla dessa resultat var personliga rekord. Defensivt höjde han sitt spel markant och hade högst fielding % av alla tredjebasmän i MLB med 0,981, vilket också var nytt klubbrekord för tredjebasmän, bättre än Jeff Cirillos 0,973 från 2002. Seager erhöll efter säsongen som belöning för detta sin första Gold Glove Award.
Inför 2015 års säsong kom Seager och Mariners överens om ett sjuårskontrakt värt minst 100 miljoner dollar, som sträckte sig till och med 2021 och innebar en kraftig löneökning för honom. Under den första säsongen med det nya kontraktet hade Seager ett slaggenomsnitt på 0,266, 26 homeruns och 74 RBI:s på 161 matcher. I slutet av april 2016 nådde han milstolpen 100 homeruns under grundserien. Han satte nya personliga rekord 2016 i slaggenomsnitt (0,278), homeruns (30) och RBI:s (99) på 158 matcher. Hans bror Corey slog samma säsong 26 homeruns, och de blev därmed det första brödraparet i MLB:s historia där båda slagit minst så många homeruns under samma säsong. Det tidigare rekordet var 24, satt av Aaron och Bret Boone både 2002 och 2003. På den defensiva sidan var Seager långt från 2014 års form och gjorde delat flest errors (22) av alla spelare i American League.
Seager spelade 154 matcher 2017 med ett slaggenomsnitt på 0,249, 27 homeruns och 88 RBI:s. I säsongsinledningen 2018 slog han sin 1 000:e hit i grundserien och blev den nionde spelaren att slå så många för Mariners. Hans statistik för 2018 blev ett slaggenomsnitt på 0,221 (klart lägst dittills under karriären), 22 homeruns och 78 RBI:s på 155 matcher. Det var den sjunde raka säsongen som han slog minst 20 homeruns och spelade minst 154 matcher.
Det blev dock bara 106 matcher för Seager 2019. Han skadade ena handen under försäsongsträningen i mars och var inte klar för spel förrän i slutet av maj. Den 13 augusti slog han tre homeruns i samma match för första gången under karriären, och det var första gången på nio år som en Mariners-spelare lyckades med den bedriften. Totalt under 2019 var Seagers slaggenomsnitt 0,239 och han hade 23 homeruns och 63 RBI:s.
2020 års säsong blev kraftigt förkortad på grund av covid-19-pandemin, men Seager spelade samtliga 60 matcher. Han nådde milstolpen 200 homeruns den 5 augusti och bara tre spelare (Ken Griffey Jr., Edgar Martínez och Jay Buhner) hade tidigare slagit så många för Mariners. Den 17 augusti mötte han brodern Corey för första gången i MLB och bröderna slog varsin homerun i matchen. Det var första gången i MLB sedan 2001 (César och Felipe Crespo) som två bröder i motsatta lag båda slog en homerun i samma match. Seager hade 2020 ett slaggenomsnitt på 0,241, nio homeruns och 40 RBI:s. Hans sex sacrifice flies var bäst i hela MLB.
Seager satte nya personliga rekord 2021 med 35 homeruns och 101 RBI:s, men hans slaggenomsnitt på 0,212 var hans sämsta dittills. Hans kontrakt med Mariners gick ut efter säsongen och i den sista matchen tog han ett känslosamt farväl av klubben och dess supportrar. Han var vid den tidpunkten bland de fem bästa i Mariners historia i flera statistiska kategorier, bland annat doubles (trea med 309), homeruns (fyra med 242), RBI:s (fyra med 807) och poäng (femma med 705). Mariners valde efter säsongen att inte utnyttja möjligheten att förlänga kontraktet med Seager ett år till för 20 miljoner dollar utan köpte ut honom för två miljoner dollar i stället och han blev därmed free agent.
I slutet av december 2021 meddelade Seager något överraskande att han avslutade karriären.